# Gösta Lindh
Gustaf Lennart „Gösta” Lindh (ur. 8 lutego 1924 w Örebro, zm. 4 stycznia 1984 tamże) – piłkarz szwedzki grający na pozycji obrońcy. W swojej karierze rozegrał 31 meczów i strzelił 2 gole w reprezentacji Szwecji.

## Kariera klubowa
Całą swoją karierę piłkarską Lindh spędził w klubie Örebro SK. Zadebiutował w nim w 1942 roku w drugiej lidze szwedzkiej. W sezonie 1945/1946 awansował z Örebro do pierwszej ligi. W sezonie 1946/1947 spadł z nim do drugiej ligi, a w sezonie 1947/1948 ponownie awansował do pierwszej. W pierwszej lidze Szwecji grał także w latach 1950-1953. Swoją karierę zakończył w 1955 roku. W barwach Örebro rozegrał 248 ligowych meczów i strzelił w nich 104 gole.
| Sezon   | Klub      | Kraj    | Rozgrywki   | Mecze | Bramki |
| ------- | --------- | ------- | ----------- | ----- | ------ |
| 1942/43 | Örebro SK | Szwecja | Superettan  | 18    | 10     |
| 1943/44 | Örebro SK | Szwecja | Superettan  | 17    | 18     |
| 1944/45 | Örebro SK | Szwecja | Superettan  | 17    | 10     |
| 1945/46 | Örebro SK | Szwecja | Superettan  | 18    | 13     |
| 1946/47 | Örebro SK | Szwecja | Allsvenskan | 22    | 15     |
| 1947/48 | Örebro SK | Szwecja | Superettan  | 17    | 20     |
| 1948/49 | Örebro SK | Szwecja | Allsvenskan | 22    | 4      |
| 1949/50 | Örebro SK | Szwecja | Superettan  | 17    | 2      |
| 1950/51 | Örebro SK | Szwecja | Allsvenskan | 22    | 2      |
| 1951/52 | Örebro SK | Szwecja | Allsvenskan | 21    | 3      |
| 1952/53 | Örebro SK | Szwecja | Allsvenskan | 22    | 2      |
| 1953/54 | Örebro SK | Szwecja | Superettan  | 18    | 4      |
| 1954/55 | Örebro SK | Szwecja | Allsvenskan | 17    | 1      |

## Kariera reprezentacyjna
W reprezentacji Szwecji Lindh zadebiutował 12 listopada 1950 roku w przegranym 2:4 towarzyskim meczu ze Szwajcarią, rozegranym w Genewie. W 1954 roku zdobył z kadrą Szwecji brązowy medal na igrzyskach olimpijskich w Helsinkach. Od 1950 do 1954 roku rozegrał w kadrze narodowej 31 spotkań i zdobył w nich 2 bramki.